# Baoshan, Peking
Baoshan (kinesiska: 宝山, 宝山寺, 宝山镇) är en köping i Kina. Den ligger i stadsdistriket Huairou i Pekings storstadsområde, i den norra delen av landet, omkring 87 kilometer norr om stadskärnan. Antalet invånare är 8 244. Befolkningen består av 3 878 kvinnor och 4 366 män. Barn under 15 år utgör 10,0 %, vuxna 15-64 år 72 %, och äldre över 65 år 16,0 %.